# 애월
"애월"은 2019년에 개봉한 대한민국의 영화이다.

## 캐스팅
- 이천희: 이철이 역
- 김혜나: 한소월 역
- 박철민: 한의사 역
- 최덕문: 김 사장 역
- 남문철: 양 선장 역
- 송용진: 수현 역
- 조운: 만수 역
- 송요셉: 베이스 박 역
- 박숙현: 닥터 김 역
- 전영록: 클럽사장 역 (우정출연)
- 이상호: 기자 역 (우정출연)

## 같이 보기
- 2019년 대한민국의 영화 목록